# Mostec
Mostec – wieś w Słowenii, w gminie Brežice. W 2018 roku liczyła 207 mieszkańców.